# مصباح الحق (مجلة)
مصباح الحق، هي مجلّة دينيّة شهريّة، صدر العدد الأوّل في القدس عام 1938، حرّرها الراهب روي ف. ويتمان تهدفُ لتعزيز إيمان قرّاءها، ولتأخذ قسمًا من إنارة الطريق،
رسالة المجلة كانت تأكيد صدق كلمة الله والكتاب المقدّس من خلال المقالات العلميّة، تفسير وشرح القضايا الدينيّة.
توقفت المجلة عن الصدور بعد عامٍ واحد فقط، فقد انتقل محرّرها إلى عمّان.

## مجلّة مصباح الحق على موقع جرايد

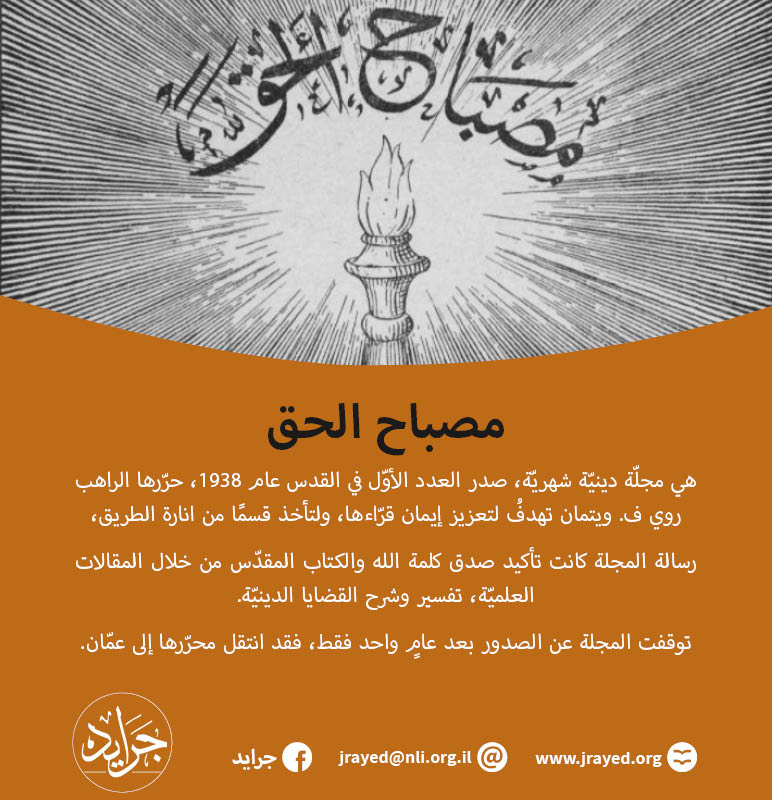
مجلّة "مصباح الحق"

قام موقع "جرايد" - أرشيف رقميّ للصحافة العربيّة في فلسطين الانتدابيّة والعثمانيّة، بنشر أعدادًا من مجلّة مصباح الحق متوفّرة لدى المكتبة الوطنيّة الإسرائيليّة.
وجاء في موقع جرايد أنّ الأعداد المتوافرة فيه يبلغ عددها 29، وعدد الصفحات المتوافرة في الموقع هو 1,008صفحة.
ويقوم طاقم موقع جرايد على نشر مقتطفات ممّا نشرته مجلّة «مصباح الحق» على صفحتها في الفيسبوك، بهدف إطّلاع الجمهور العام على ذخائر الصحف العربيّة التي صدرت في فلسطين في النصف الأوّل من القرن العشرين، من خلال صفحة «جرايد» على الفيسبوك.
وموقع «جرايد» - أرشيف رقميّ للصحافة العربيّة الصادرة في فلسطين العثمانيّة والانتدابيّة، أطلقته المكتبة الوطنيّة الاسرائيليّة في تشرين الأوّل 2016، الذي يسعى إلى عرض وإتاحة الصحف والمجلّات الصادرة في فلسطين الانتدابيّة والعثمانيّة، والتي بلغ عددها الإجمالي حتى سنة 1948 أكثر من 250 صحيفة ودوريّة، جمعت المكتبة الوطنيّة على مدار تسعين عامًا الكثير من هذه المواد ووصل مجموع ما بحوزتها اليوم إلى أكثر من 100 مادة بعضها متوفّر بصورة كاملة وبعضها بصورة جزئيّة فقط.
يُمكن للجميع تصفّح الأعداد المنشورة من مجلّة «مصباح الحق» على موقع جرايد بالضغط هُنا

## روابط خارجية
- أعداد مجلة مصباح الحق في موقع جرايد: أرشيف الصحف العربيّة من فلسطين العثمانيّة والانتدابيّة